# Chipre en los Juegos Olímpicos de Calgary 1988
Chipre estuvo representado en los Juegos Olímpicos de Calgary 1988 por un total de 3 deportistas que compitieron en esquí alpino.  
La portadora de la bandera en la ceremonia de apertura fue la esquiadora Karolina Fotiadu. El equipo olímpico chipriota no obtuvo ninguna medalla en estos Juegos.